# Friedrich Schlegel
Karl Wilhelm Friedrich von Schlegel, född den 10 mars 1772 i Hannover, död den 11 januari 1829 i Dresden, var en tysk författare, filosof och litteraturkritiker.

## Biografi
Schlegel utbildades först till köpman. Han ägnade sig sedan åt studier, främst tillsammans och med hjälp av sin äldre bror August Wilhelm Schlegel. Till en början arbetade han nästan uteslutande med antiken. Han hade planer på att skriva omfattande arbeten om bland annat den grekiska poesin och den äldre grekiska historien, men skrev enbart några delar: Von den Schulen der griechischen Poesie (1794), Über das Studium der griechischen Poesie (1795) och en samling tidskriftsuppsatser som utgavs 1797 med titeln Die Griechen und Römer.
Senare studerade han den samtida tyska litteraturen och filosofin och slöt sig till Johann Gottlieb Fichte. Han berättade om Goethes betydelse och grundlade den romantiska skolans åskådning, särskilt dess lära om ironin, genom uppsatser, artiklar och samlingar av aforismer. Schlegel bodde tillsammans med sin bror och andra likasinnade i Jena under några år men flyttade sedan till Berlin. Han redigerade tidskriften Athenaeum (1798–1800) tillsammans med brodern och utgav den delvis självbiografiska, filosoferande romanen Lucinde (1799). Lucinde innehöll erotiska skildringar och reflektioner och blev därför inte väl emottagen; Friedrich Schleiermacher försvarade dock romanen med sin Vertraute Briefe über Friedrich Schlegels Lucinde. Schlegel skrev dessutom ett antikt sorgespel, Alarcos (1802), som dock blev en flopp och inte ens kunde hållas kvar på repertoaren av Goethe.
Schlegel var docent i Jenas universitet 1800, men reste till Paris för att studera konst. Där utgav han tidskriften Europa (två band, 1803) och fördjupade sig i såväl sanskritlitteraturen (vilket ledde till arbetet Über die Sprache und Weisheit der Indier, 1808) som de romanska folkens litteratur. År 1804 gifte han sig med Dorothea Veit och flyttade till Köln; makarna konverterade till katolicismen 1808. Strax därefter reste han till Wien och blev anställd i hov- och statskansliet med titeln hovråd. Där skrev han flera proklamationer i syfte att elda upp österrikarna till kriget mot Napoleon. Han utarbetade stora, sammanfattande arbeten som först hölls som föreläsningar: Über die neuere Geschichte (1811), Geschichte der alten und neuen Litteratur (två band, 1815), Philosophie des Lebens (1828) och Philosophie der Geschichte (två band, 1828).
Han flyttade återigen 1815, när han blev österrikiskt legationsråd i Frankfurt (en post han innehade till 1818). År 1819 följde han med Klemens von Metternich till Italien. Han var verksam som tidskriftsutgivare (Deutsches Museum 1812–1813, Concordia 1820–1823) och föreläsare i Wien och Dresden.

## Svenska översättningar
- Orleanska flickans historia, ur gamla fransyska källor, med ett bihang ur Humes Historia om England utgifven af Friedrich Schlegel (anonym översättning, Strengnäs, 1810)
- Bref, uppå en resa genom Nederländerne, nejderne kring Rhen, Schweitz och en del af Frankrike (Ur Poetisches Taschenbuch für das Jahr 1806) (översättning Per Axel Nyström, Stockholm, 1817)
- Den sköna Euryanthes af Savoyen historia (översättning Carl Erik Ekmarck, Strengnäs, 1818)
- Öfver den nyare historien: föreläsningar hållna i Wien år 1810 (Ueber die neuere Geschichte) (anonym översättning, Hernösand, 1822)
- Lifvets philosophi: femton föreläsningar hållna i Wien 1827 (Philosophie des Lebens) (översättning Jacob Ekelund, Hæggström, 1834)
- Äldre och nyare litteraturens historia: föreläsningar (anonym översättning, Stockholm, 1838-1839)
- Historiens philosophi: aderton föreläsningar, hållna i Wien, 1828 (översättning Johan Christofer Flodman, öfversedd af Gustaf Thomée, Stockholm, 1841)
- Lucinde: romantisk berättelse (översättning Erik och Ilse Gamby, Bokgillet, 1957)
- "Om oförståeligheten" (översättning och noter Horace Engdahl). I antologin Obegripligheten (Propexus, 1992), s. 17-29
- Romantiska fragment (i urval av Mattias Forshage, översatta av M Forshage och Per-Erik Ljung, Vertigo,1999) [Av Schlegel och andra författare]